# Václav Suk
Václav Suk, rus: Вячеслав Иванович Сук Viatxeslav Ivànovitx Suk (Kladno, 1 de novembre de 1861- Moscou, 12 de gener de 1933), fou un compositor i director d'orquestra txec que treballà a Rússia.
Estudià al Conservatori de Praga i després entrà com a violí en l'Orquestra Simfònica de Varsòvia, més tard va ser director d'orquestra de teatres de Kíev i d'altres poblacions, fins que el 1906 passà amb igual càrrec a l'Òpera Imperial de Moscou.
És autor de l'òpera Lemoj Car, del poema simfònic Johann Huss d'una Serenata per a instruments de corda i d'altres obres de menor importància.
Podria pertànyer a la família de Josef Suk.